# CUMYL-PINACA
CUMYL-PINACA（开发代号：SGT-24）是一种有机化合物，化学式为C22H27N3O，属于吲唑-3-甲酰胺类合成大麻素。